# Ernst Herbert-Kerchnawe
 Ernst Herbert-Kerchnawe (lt. Taufbuch Ernest Johann) (* 30. Mai 1842 in Klagenfurt; † 29. Januar 1907 in Mali Lošinj) war ein Fabrikant und Politiker.

## Leben
Kerchnawe war der Sohn des Kaufmanns Friedrich Kerchnawe (* 1804; † 22. Oktober 1849) und dessen Ehefrau Theresia geb. Gaßmayer (* 14. Oktober 1814). Er war römisch-katholisch und heiratete am 21. Mai 1870 Anna Ratschnigg (* 1. Januar 1851; † 23. Juni 1938). Aus der Ehe ging ein Sohn hervor. Er war ein Adoptivsohn von Baron Franz Paul von Herbert (1819–1884) und nannte sich nach der Adoption im Jahr 1869 Herbert-Kerchnawe.
Kerchnawe besuchte die Realschule in Klagenfurt und studierte an der Technischen Hochschule Graz. Nach dem Studium trat er in die Bleiweißfabriken des Paul von Herbert ein und wurde später technischer Direktor. Ab 1880 Übernahm er die Unternehmen des Adoptivvaters. Nach dem Verkauf der Bleiweißfabriken an die Bleiberger Bergwerks Union am (13. Mai 1900) war er Mitglied dessen Verwaltungsrates. Er ist auf dem Friedhof St. Ruprecht in Klagenfurt begraben.
In den Jahren 1881 bis 1885 und 1899 war er Bürgermeister von Wolfsberg. Später wurde er zum Ehrenbürger der Stadt Wolfsberg ernannt.
Vom 22. September 1884 bis zum 8. September 1902 war er Abgeordneter im Kärntner Landtag für den Wahlkreis STM 6 Wolfsberg. Im Landtag war er in der
- VI. Wahlperiode von 1884 bis 1890 Obmann des Verifikationsausschusses, Mitglied des Finanz-, des Jubiläums- und des Ausschusses für Bauten und Kommunikation
- VII. Wahlperiode von 1890 bis 1896 Mitglied des Finanzausschusses und der Sonderausschüsse für Eisenbahnen, Krankenhaus-Neubau und Landtagswahlreform
- VIII. Wahlperiode von 1897 bis 1902 Mitglied des Finanz- und des Ausschusses für Bauten und Kommunikation

Er gehörte dem Klub Deutschliberale an.